# Rezerwat Wodno-Bagienny Biały Mech
Rezerwat Wodno-Bagienny Biały Mech (biał. Водна-балотны заказнік Белы Мох; ros. Республиканский водно-болотный заказник «Белый Мох») – rezerwat przyrody o znaczeniu republikańskim położony na Białorusi, chroniący naturalne krajobrazy leśno-bagienne.
Siedziba władz rezerwatu mieści się w Ostrowcu.

## Położenie
Rezerwat położony jest na Pojezierzu Białoruskim. Administracyjnie leży w obwodzie grodzieńskim, w rejonie ostrowieckim. Jego północna granica pokrywa się z granicą państwową z Litwą.
Obejmuje fragment kompleksu leśno-bagiennego Biały Mech, którego większa cześć leży po litewskiej stronie granicy oraz przyległe do niego lasy.

## Historia
Rezerwat został utworzony uchwałą Rady Ministrów Republiki Białorusi z dnia 21 października 2015 w celu zachowania w stanie naturalnym cennych systemów ekologicznych leśno-bagiennych, dzikich roślin i zwierząt należących do gatunków wpisanych do Czerwonej Księgi Republiki Białorusi, a także miejsc ich wzrostu i siedlisk.
Przed II wojną światową obszar ten był częściowo zamieszkały.

## Biotopy
Na terenie rezerwatu wyróżnia się 16 typów biotopów oraz 3 kategorie szczególnie cennych zbiorowisk roślinnych. Swoje źródła ma tu Bołoszanka.

## Fauna i flora
Do gatunków zwierząt wpisanych do Czerwonej Księgi Białorusi, występujących na terenie rezerwatu zaliczają się: z ptaków: żuraw zwyczajny, sóweczka zwyczajna, derkacz i bielik oraz z ssaków: borowiec leśny, mroczek pozłocisty i niedźwiedź brunatny.
Rośliny Czerwonej Księgi Białorusi reprezentują żurawina drobnoowocowa, gnieźnik jajowaty, wyblin jednolistny i wroniec widlasty.